# Самойлов, Алексей Васильевич
Алексей Васильевич Самойлов (1906—?) — советский государственный деятель, полковник государственной безопасности.

## Биография
Родился в 1906 году в ныне Покровском районе Орловской области.
Член ВКП(б) c 1929 года. В органах ВЧК−ОГПУ−НКВД с 1935 года.
Участник Великой Отечественной и Советско-японской войн. Окончил институт партактива. Член ВКП(б)/КПСС. С 1946 по 1950 год — министр внутренних дел Якутской АССР.
Являлся членом бюро Якутского областного комитета КПСС и депутатом Верховного Совета Якутской АССР II созыва от Нерского избирательного округа Оймяконского района.
Был награждён орденами Отечественной войны II степени (1945), Красной Звезды (1945) и «Знак Почёта» (1943) и Трудового Красного Знамени (1947), а также медалями, среди которых «За боевые заслуги» и «За победу над Японией». Удостоен звания «Заслуженный работник НКВД СССР».